# Pennesières
Pennesières település Franciaországban, Haute-Saône megyében. Lakosainak száma 193 fő (2022. január 1.). Pennesières Le Magnoray, Authoison, Échenoz-le-Sec, Hyet, Mailley-et-Chazelot és Quenoche községekkel határos.

## Népesség
A település népességének változása:
| Lakosok száma | 184  | 186  | 193  | 193  | 193  | 194  | 196  | 195  | 193  |
|               | 2013 | 2015 | 2016 | 2017 | 2018 | 2019 | 2020 | 2021 | 2022 |